# سرلک
سرلک طایفه‌ای از ایل بختیاری است، که بخش اعظم از جمعیت آن، در شرق استان لرستان، در الیگودرز، ازنا و شول‌آباد، همچنین گلپایگان و خوانسار در استان اصفهان، خمین در استان مرکزی و بخشی از جمعیت این طایفه نیز در شهر اهواز در استان خوزستان پراکنده می‌باشند.
طایفه سرلک در گذشته، تیره‌ای از طایفه آسترکی، از باب دورکی و از شاخه هفت‌لنگ به‌شمار می‌آمد، که بنا بر دلایل نامعلوم، از حدود ۱۰۰ سال پیش، از طایفه آسترکی جدا شد. امروزه این طایفه، بر پایه نمودار اجتماعی ایل بختیاری، به‌عنوان طایفه‌ای از شاخه چهارلنگ و از باب ممی‌وند محسوب می‌شود.

## تقسیمات ایلی
تیره‌های طایفه سرلک عبارتند از: سرلک گودرزی، سرلک رضایی، سرلک صفایی، سرلک خندویی، سرلک کریم خانی، سرلک خسروی، سرلک ملکی، بهاروند و گل محمدی.

## محل سکونت
شهرستان‌های خمین الیگودرز ازنا دزفول

## افراد سرشناس
از اشخاص شناخته شده این طایفه، می‌توان به: میلاد سرلک (بازیکن فوتبال)، سیامک سرلک (بازیکن فوتبال)، سینا سرلک (خواننده) و تقی سرلک (شهردار اسبق تهران) اشاره کرد.

## جغرافیا
سردسیر طایفه سرلک
- شهرستان ازنا، شهرستان الیگودرز و شهرستان دورود از توابع استان لرستان
- شهرستان فریدن، شهرستان فریدون‌شهر و شهرستان چادگان از توابع استان اصفهان
- شهرستان خمین از توابع استان مرکزی

گرمسیر طایفه سرلک
- شهرستان دزفول شهرستان شوشتر شهرستان گتوند و شهرستان لالی از استان استان خوزستان.[۲]